# Stenoporpia
Stenoporpia là một chi bướm đêm thuộc họ Geometridae.